# Caso (Asturias)
Caso (en asturiano: Casu) es un concejo español situado en la comunidad autónoma del Principado de Asturias. Tiene una población estimada de 1457 habitantes (INE 2020).
Limita al norte con Piloña, al sur con Maraña y Puebla de Lillo, ya en la provincia de León, al este con Ponga y al oeste con Aller y Sobrescobio
En 2008 ganó el I Premio a la Sostenibilidad Local CONAMA 9 para entidades menores de 20 000 habitantes con el proyecto Recuperación y mantenimiento de majadas, una apuesta por la sostenibilidad.

## Geografía
Geográficamente, en este concejo destaca la inclusión de todo su territorio en el parque natural de Redes, y por ser la tierra en donde nace el río Nalón, en Tarna. Los principales afluentes del Nalón en este concejo son el Monasterio, L'Ablanosa, el Orlé, el Pendones y el Corralín.
Entre sus montañas sobresalen el Pico Torres (2104 metros), La Rapaína (2022 metros), La Peña'l Vientu (2007 metros), La Rapaona (1957 metros), el Tiatordos (1951 metros), el Cantu l'Osu (1800 metros) y cordales de gran belleza, como el Cuetu Negru de (1852 metros), y Visu la Grande de (1709 metros).
También hay más de 8000 hectáreas dedicadas a pastizales. Tiene una población cercana a los dos mil habitantes, hablantes de español y del "casín", dialecto del asturiano central. Desde 1997 y en virtud de un acuerdo municipal suscrito por todos los partidos políticos con representación en el ayuntamiento casín, el castellano y el asturiano son lenguas cooficiales en el concejo.
En el concejo se encuentran dos cuerpos de agua con consideración de Monumento Natural de Asturias: la Cueva Deboyo en Campo de Caso y el Tabayón del Mongayu en las cercanías de Tarna. También se encuentra en el concejo el lago Ubales, como una Zona Húmeda Catalogada.

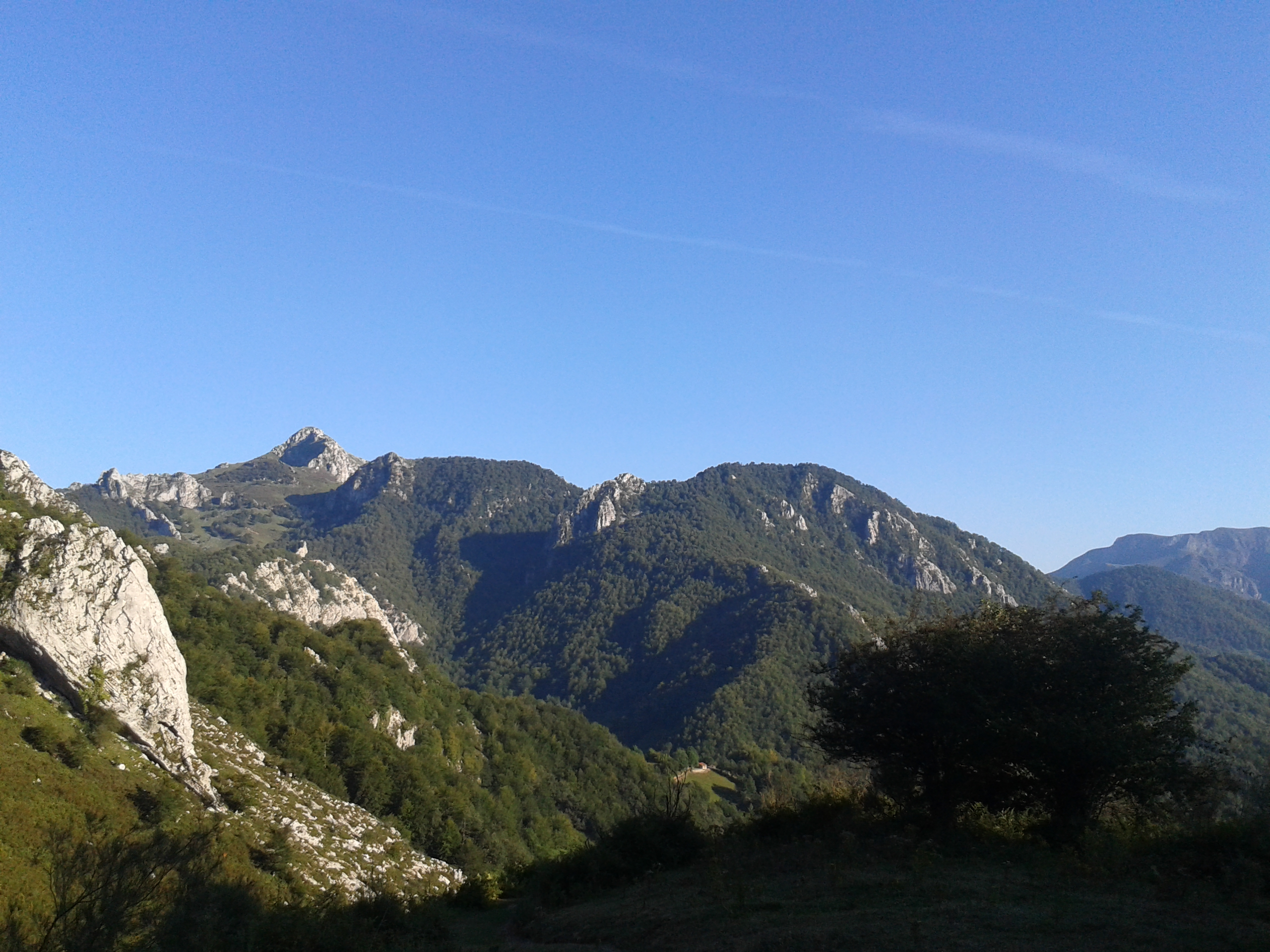
El monte Tiatordos separa los concejos de Caso y Ponga

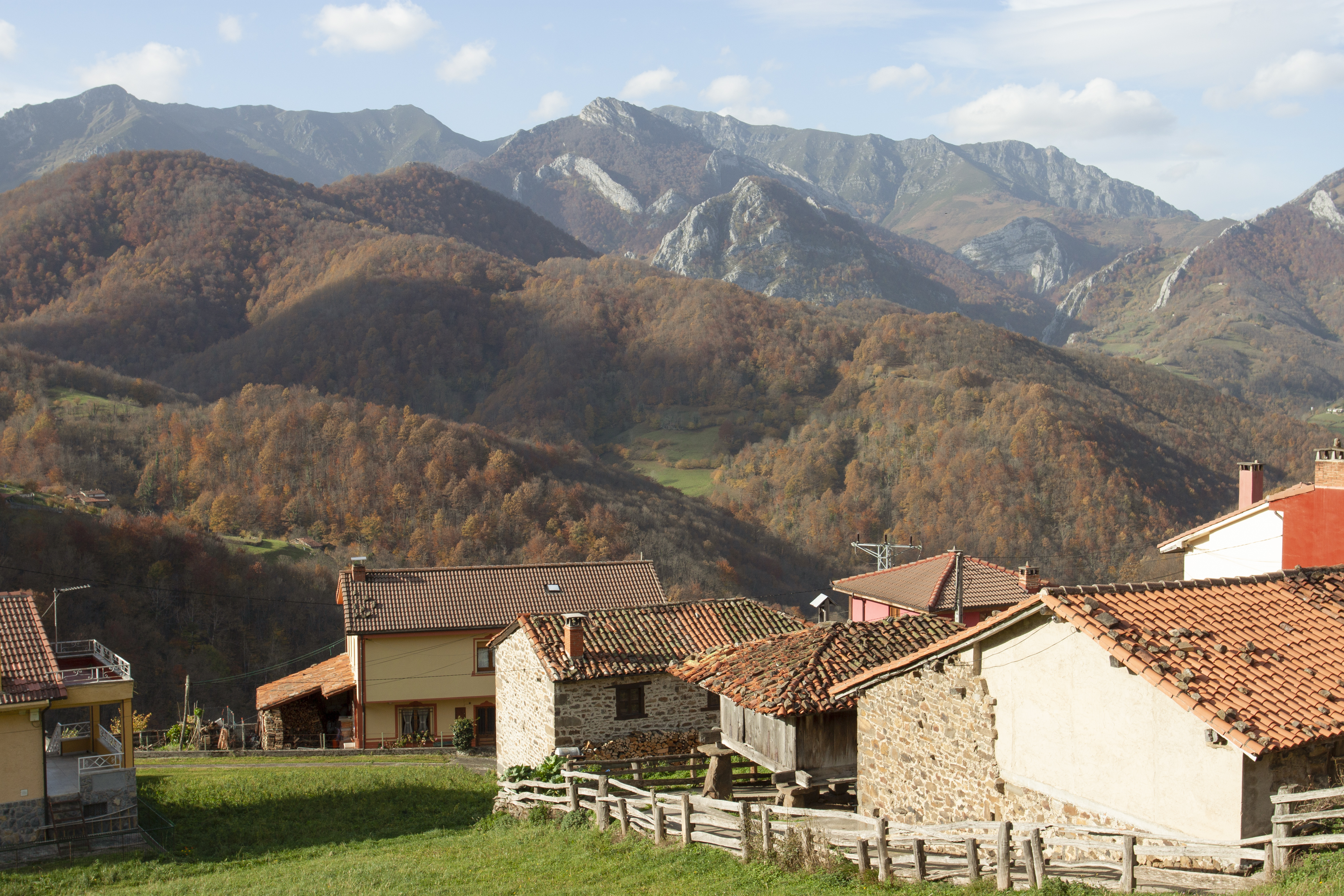
Felguerina, Caso

## Fauna y flora
Fauna
El parque de Redes conserva la mayor bioversidad vertebrada de Asturias. Se han catalogado cincuenta especies de mamíferos, ciento treinta de aves, diez de anfibios, diez de reptiles y cuatro de peces.
Flora
Posee una gran extensión forestal, con más de 13 000 hectáreas en las que destaca el parque natural de Redes, uno de los mayores valores naturales del Principado en el que abundan las hayas, los castaños y los robles

## Historia

### Prehistoria y Edad Antigua

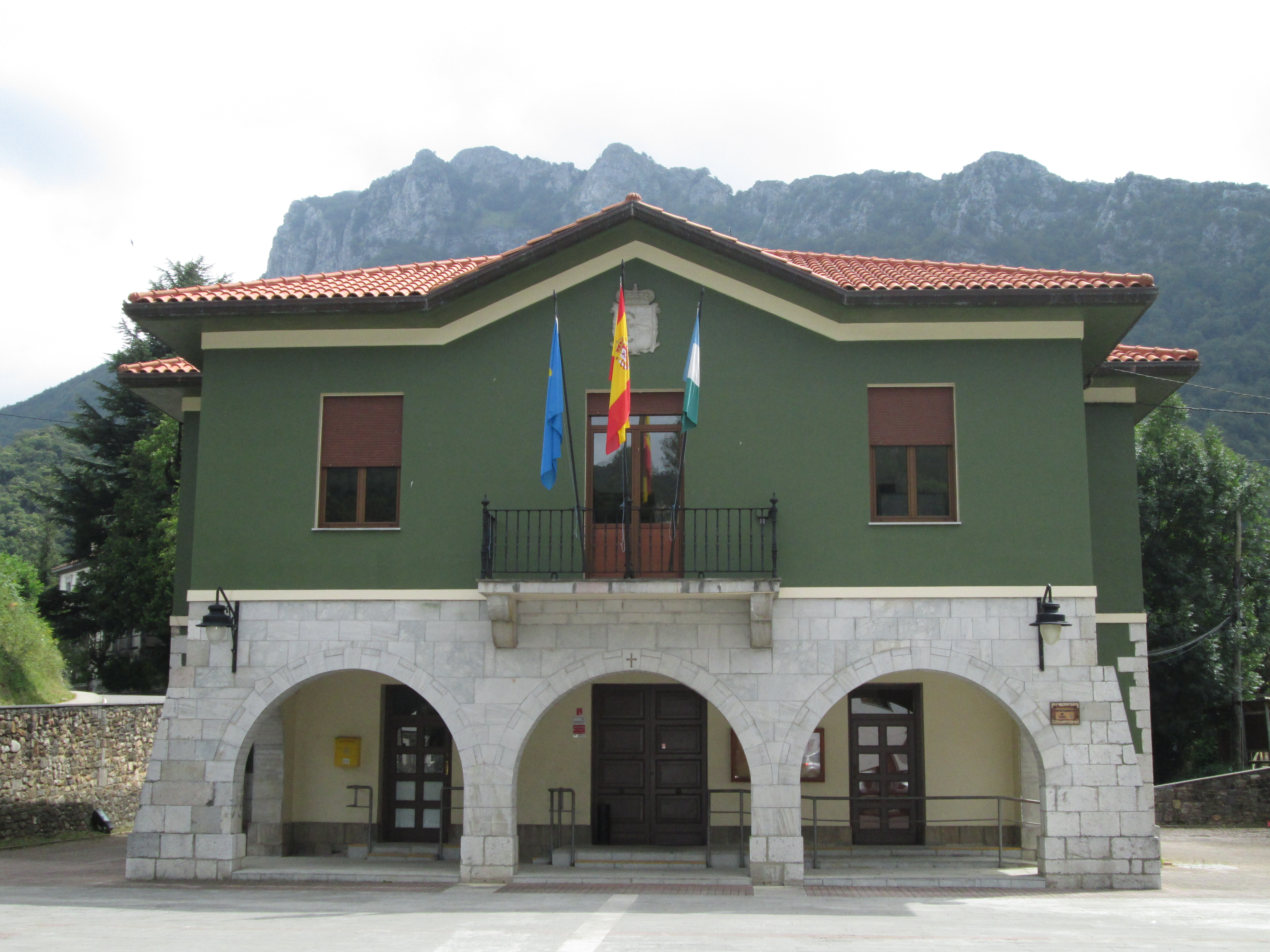
Casa consistorial situada en la localidad de Campo de Caso

Sus primeras huellas se encuentran en la Edad del Bronce, que ha dejado restos, pero no de túmulos que sí se encontraron en otros tramos del río Nalón, aquí aparece como una de sus pocas huellas, un hacha de talón de una sola anilla.
De la cultura castreña, hay unos restos de un poblado que es Sobrescobio, aunque existieron otros emplazamientos. Tampoco se puede descartar la ocupación en el periodo romano, ya que es una zona atravesada por una vía romana que cruzaba toda esta región por el puerto de Tarna, pero no tenemos restos de esta época aunque se cree que estuvo muy romanizada.
Hay una época oscura que va desde la monarquía asturiana, hasta la Edad Media, en la que se sabe muy poco sobre esta zona, ya que no nos ha llegado documentación alguna.

### Edades Media y Moderna
En el siglo VI, ya hay constancia de una realidad espacial que aglutina diversos lugares y se denominaba Caso. Un documento del siglo XII del archivo de la catedral de Oviedo nos habla de una donación de tierras situadas en este concejo a las iglesias de Santa María y Santa Marina de Caso.
Durante los siglos centrales de la Edad Media, tenemos noticias de una donación de Alfonso VII de Castilla a un ayudante suyo de la villa de Tarna. Su sucesor, Fernando III, siguió el ejemplo dando la heredad de Suecita (núcleo del valle) a otro colaborador suyo. En el año 1201 tiene lugar la donación por parte de Alfonso IX del lugar de Orlé a Pedro García de Orlé. En el siglo XIV, ya hay noticias de la fundación de varios pueblos que hacían el recorrido a lo largo de todo el valle, como fueron Langreo, Laviana y Sobrescobio. En el Bajo Medievo ya tenemos un monasterio que tiene influjo sobre estas tierras, que es el monasterio ovetense de Santa María de la Vega, aunque también en esta época hubo influencia patrimonial de las instituciones eclesiásticas leonesas, como es el caso del monasterio de Erlonza.
Esta zona no siempre estuvo sometida administrativamente al realengo ordinario. Así una cláusula testamentaria de Enrique II de Castilla dejaría estas tierras a su hijo bastardo el conde don Alfonso, y este, con el paso de los tiempos, tendría constantes desafíos con la corona, hasta el siglo XIV en que sería derrotado y la Corona donaría a la iglesia de Oviedo estas tierras por la ayuda prestada en sus luchas contra el conde.
En el siglo XV, ya hay noticias de nuevas explotaciones mineras del hierro, dando más fuerza a su economía, basada en esa época en la ganadería y dentro de esta en especial en la raza casina, de la que ya en aquella época se producía el queso Casín.
En la Edad Moderna, su actividad era el cuidado de su cabaña ganadera. Su ordenamiento municipal se dedica a la regularización y aprovechamiento de los pastos comunales.

### Edad Contemporánea
En el siglo XIX, aunque ya hay una incipiente actividad industrial en los concejos limítrofes, este concejo se mantendrá metido en sus propias tradiciones. Es en este siglo cuando el municipio adquiere la configuración que tiene hoy en día. En lo referente a las diferentes guerras de este siglo, no tuvieron especial relevancia, únicamente hay que mencionar el puerto de Tarna como zona de paso.
En el siglo XX, durante la Guerra Civil el concejo permanecerá en el bando republicano hasta la caída del Frente Norte. Después de la victoria, numerosas partidas siguieron luchando por los montes. En este siglo también hubo mejoras, como la apertura del puerto de Tarna al tráfico rodado, pero algo a destacar en la segunda parte de este siglo, es la emigración hacia zonas con más oportunidades no solo de América, sino también hacia las zonas industrializadas de Asturias.

## Demografía
Caso cuenta con una población de 1427 habitantes (INE 2024).
| Gráfica de evolución demográfica de Caso entre 1842 y 2021                                                          |
| |
| Población de derecho según los censos de población del INE Población de hecho según los censos de población del INE |

La dureza de su medio de montaña y la escasez de recursos unido a la cercanía con las cuencas hulleras, fueron los factores que abonaron su emigración. En sesenta años ha perdido más de 4000 habitantes, esto no es debido solo a la emigración, también afectó la falta de nacimientos. Este concejo nos da un ejemplo del grado irreversible de envejecimiento al que se puede llegar, por la marcha de este sector joven.
Es una emigración marcada en diferentes fases según las demandas de empleo del momento, así en una primera fase esta se dirige hacia América (Cuba y Argentina principalmente), pero fue a finales del siglo XX, cuando su éxodo fue masivo y hacia zonas diferentes como fueron las zonas industriales de Asturias.

## Economía

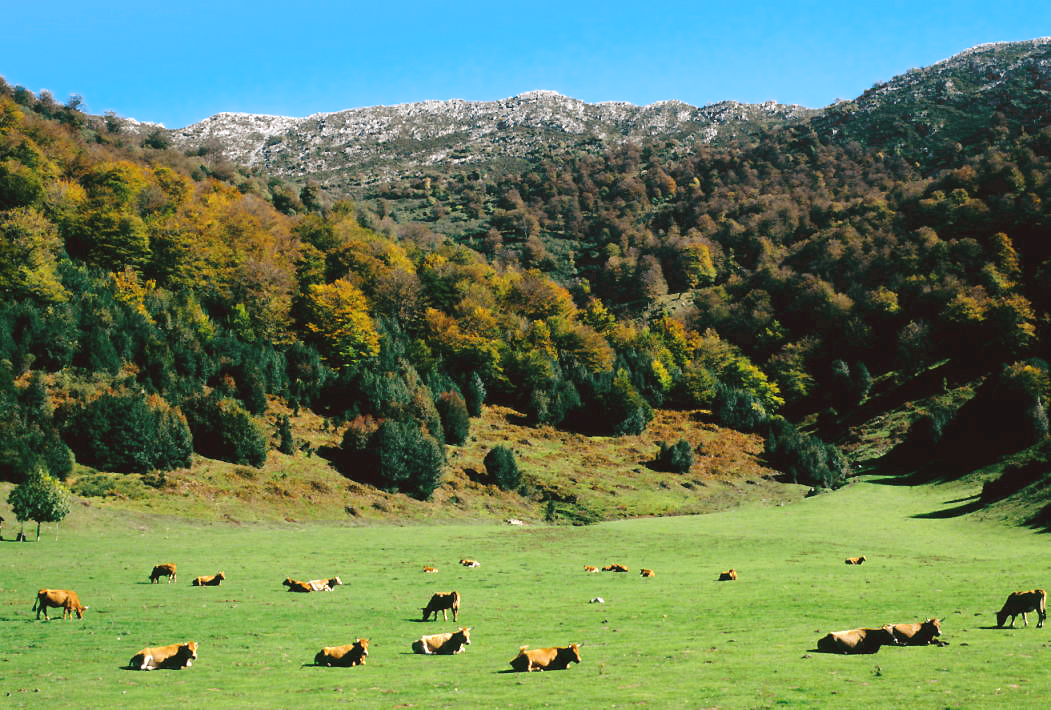
Ganado vacuno en Caso

Su economía se basa en el sector primario y en las explotaciones ganaderas en franco retroceso por la falta de brazos jóvenes para el trabajo, que subsiste gracias a las subvenciones de la UE, aunque hoy en día hay un sector que está en proceso de recuperación, es la elaboración y comercialización del quesu casín, joya de la gastronomía local.
Su actividad minera, que tuvo tanto auge en otros tiempos, ahora es inexistente debido mucho a las fases de reconversión por el que está pasando este sector.

## Administración y política

### Gobierno municipal
Desde 1979 cuando se restauró la democracia en España, en el concejo de Caso al igual que en gran parte de Asturias el partido que más tiempo ha gobernado ha sido el PSOE. El actual alcalde es Miguel Ángel Fernández de PSOE.
| Periodo   | Nombre                          | Partido | Partido                                       |
| --------- | ------------------------------- | ------- | --------------------------------------------- |
| 1979-1983 | Manuel García Pérez             |         | Independiente                                 |
| 1983-1986 | Juan Manuel Estrada Álvarez     |         | Partido Comunista de España (PCE)             |
| 1986-1986 | José Faustino Castaño García    |         | Federación Socialista Asturiana (FSA-PSOE)    |
| 1986-1987 | José Luis Corral Aladro         |         | Partido Comunista de España (PCE)             |
| 1987-1991 | Ramón Mariano Blanco Pérez      |         | Alianza Popular (AP)                          |
| 1991-1995 | José Antonio Miguel Gao         |         | Federación Socialista Asturiana (FSA-PSOE)    |
| 1995-2003 | Javier Ramos Sabugo González    |         | Partido Popular (PP)                          |
| 2003-2011 | Elías Rodríguez Lozano          |         | Izquierda Unida (IU)-Bloque por Asturies (BA) |
| 2011-2017 | Tomás Cueria González           |         | Federación Socialista Asturiana (FSA-PSOE)    |
| 2017-act. | Miguel Ángel Fernández Iglesias |         | Federación Socialista Asturiana (FSA-PSOE)    |

| Partido político    | Partido político                                                                | 1979   | 1983   | 1987   | 1991   | 1995   | 1999   | 2003   | 2007   | 2011   | 2015   | 2019   | 2023   |
| Partido político    | Partido político                                                                | Ediles | Ediles | Ediles | Ediles | Ediles | Ediles | Ediles | Ediles | Ediles | Ediles | Ediles | Ediles |
|                     | Federación Socialista Asturiana (FSA-PSOE)                                      | 2      | 2      | 3      | 4      | 4      | 2      | 2      | 1      | 3      | 4      | 5      | 5      |
|                     | Partido Comunista de España (PCE)-Izquierda Unida (IU)-Bloque por Asturies (BA) | 3      | 4      | 3      | 3      | 3      | 3      | 3      | 4      | 2      | 3      | 2      | 2      |
|                     | Alianza Popular (AP)-Partido Popular (PP)                                       | —      | 5      | 5      | 4      | 4      | 6      | 4      | 4      | 2      | 2      | 1      | 1      |
|                     | Foro Asturias (FAC)                                                             | —      | —      | —      | —      | —      | —      | —      | —      | 2      | 0      | 1      | 1      |
|                     | Agrupación de Electores del Concejo de Caso (AEC)                               | 4      | —      | —      | —      | —      | —      | —      | —      | —      | —      | —      | —      |
|                     | Unión de Centro Democrático (UCD)-Centro Democrático y Social (CDS)             | 2      | —      | —      | —      | —      | —      | —      | —      | —      | —      | —      | —      |
| Total de concejales | Total de concejales                                                             | 11     | 11     | 11     | 11     | 9      | 9      | 9      | 9      | 9      | 9      | 9      | 9      |

### Organización territorial

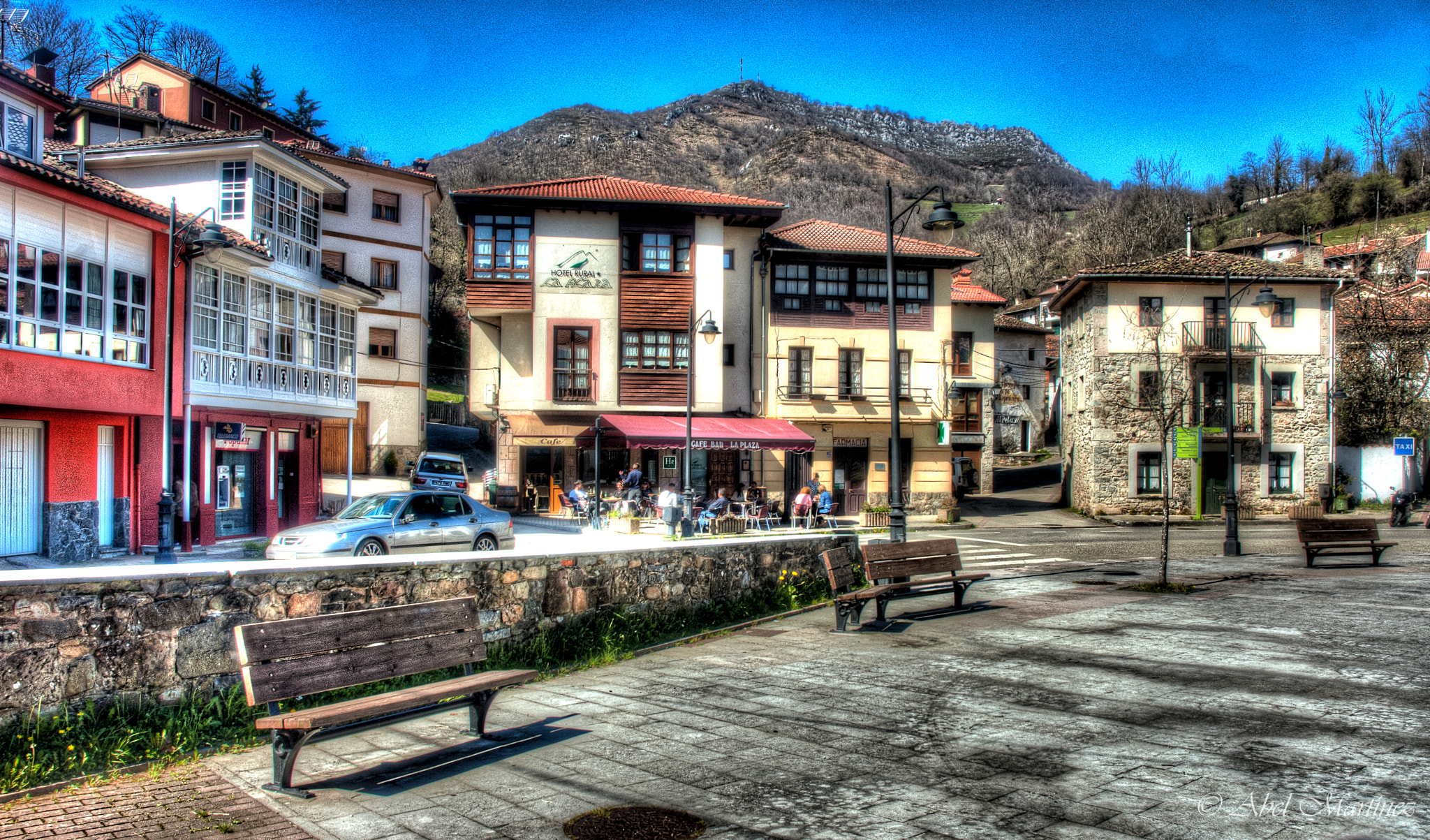
Campo de Caso

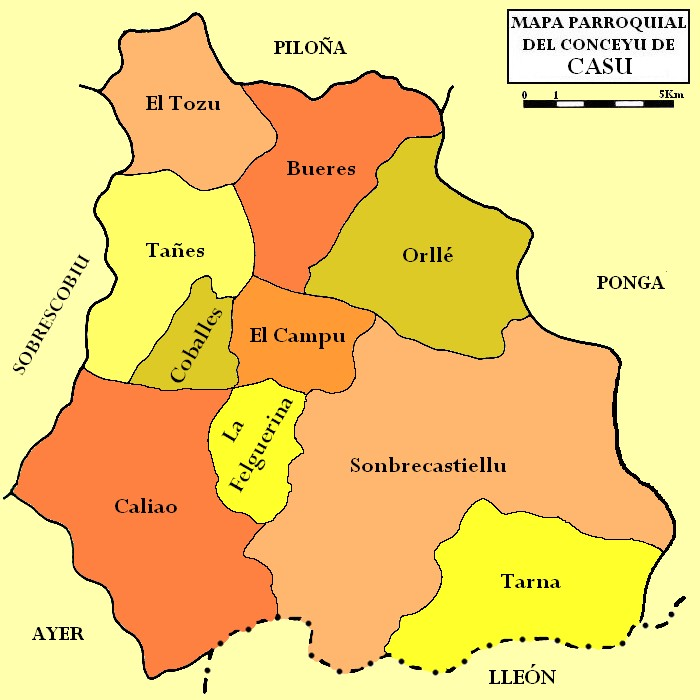
Mapa parroquial del concejo

El concejo de Caso se encuentra subdivido en 10 parroquias:
- Bueres
- Caleao (en asturiano: Caliao)
- Campo de Caso (en asturiano: El Campu)
- Coballes
- Felguerina (en asturiano La Felguerina)
- Orlé (en asturiano Orlé)
- Sobrecastiello (en asturiano Sobrecastiellu)
- Tanes (en asturiano Tañes)
- Tarna
- Tozo (en asturiano El Tozu)

## Cultura

### Patrimonio

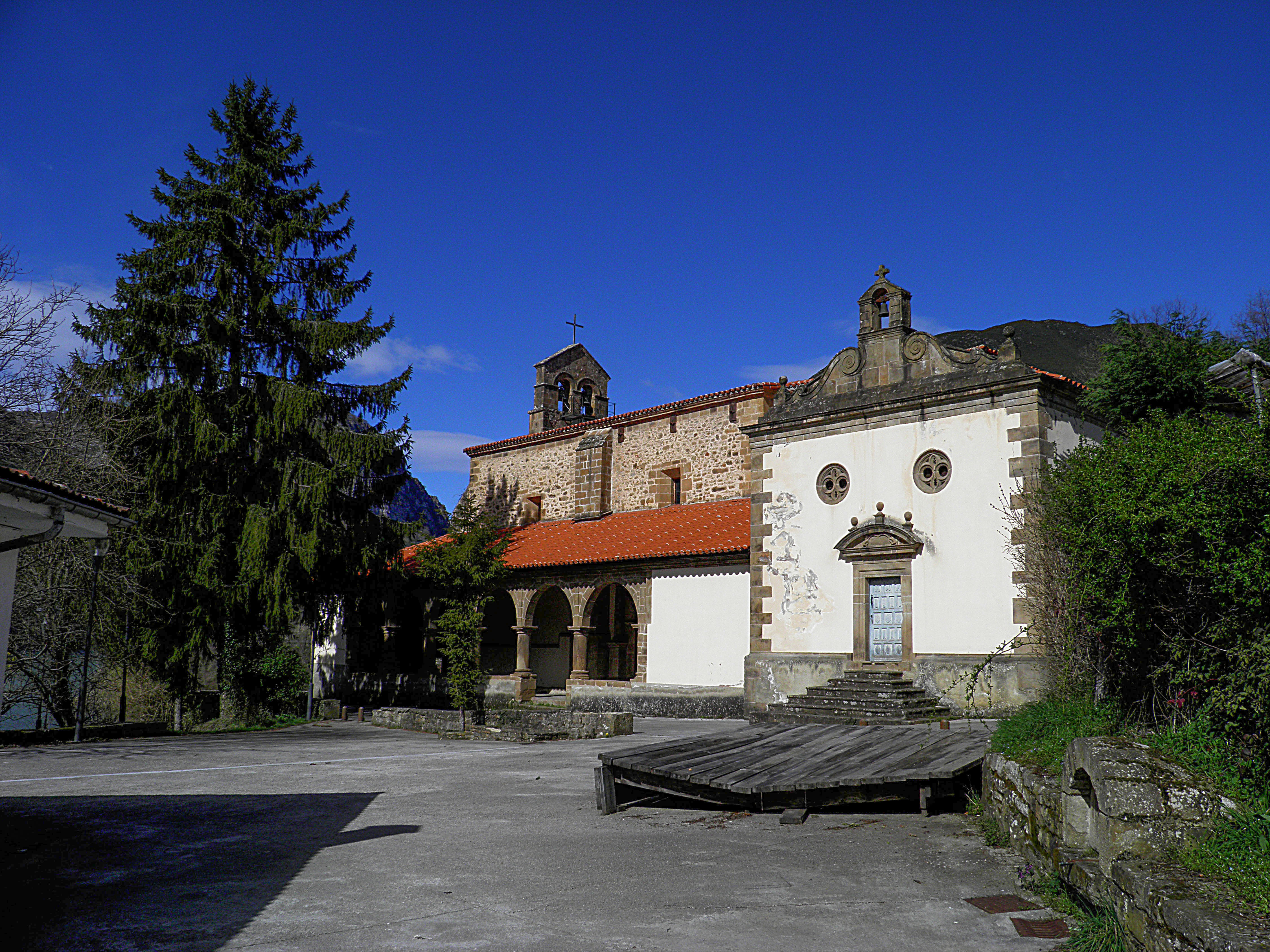
Iglesia de Santa María de Tanes

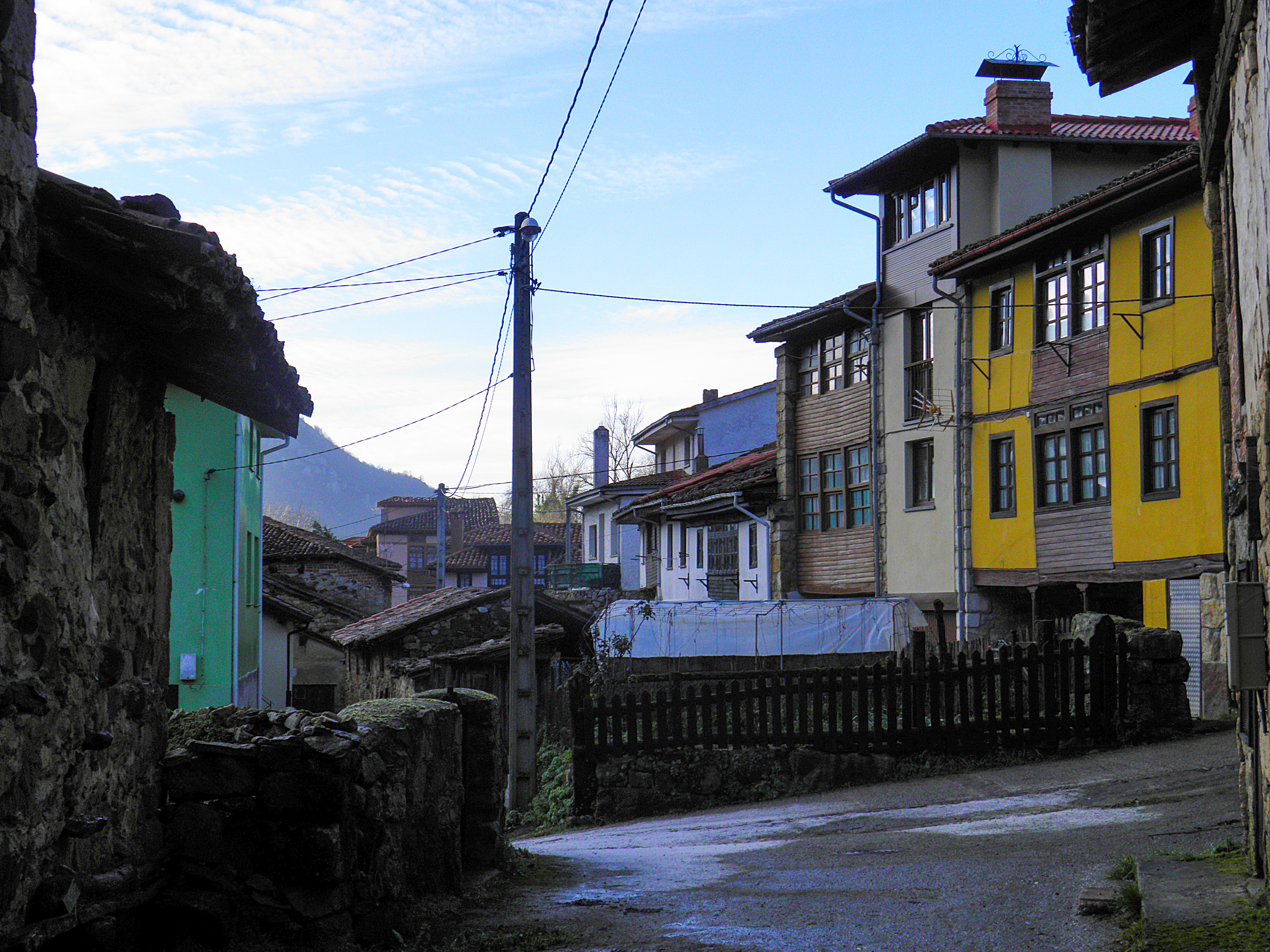
Pueblo de Orlé

Su arte es una mezcla entre lo popular y rural, lo popular viene marcado por sus manifestaciones artísticas a lo largo de los siglos. Por ello, en Caso hay gran variedad y mezcla de edificaciones, entre las que destacan:
- El puente sobre el Nalón, puede que fuera de origen romano pero en su primera estructura, o la casa de la Torre construida en tiempos de Alfonso VI, identificada con la casa solariega de la familia Caso.
- La casa de Pandu del siglo XVI, es la típica casa rústica de dos plantas. Construida de mampostería y sillares estos serían para las esquinas de ventanas y marcos. A la puerta principal se accede por un portalón de arco de medio punto. Esta casa ha sido reformada diferentes veces y también ha tenido diferentes usos, llegando a ser la cárcel de la inquisición, el ayuntamiento, la escuela, etc.
- La casa del hijo del cubano Juan de la Traviesas Valle, es una casa de estilo autóctono que fue reformada, está en la villa de Campo de Caso.
- La colegiata de Santa María la Real, en la zona de Tanes, es Monumento Histórico-Artístico, es de la época renacentista y es la obra más importante tanto por su arquitectura como por sus piezas escultóricas. De todos modos, hay una mezcla de estilos renacentistas y góticos. La iglesia es de una sola nave en tres tramos, con capillas laterales puestas transversalmente y ábside recto. Los tres tramos de la nave se cubren con bóvedas de crucería estrellada. De su exterior destaca, un pórtico con arquerías de medio punto sobre columnas toscanas. Su aspecto es de un monumental edificio. De su retablo mayor solo se conservan tres hornacinas y un ático. En el centro se encuentra el retablo de la Magdalena de los siglos XVII o XVIII. En una capilla lateral esta el retablo del Nazareno del siglo XVIII.
- La iglesia parroquial de Tanes es del siglo XVI, pero muy reformada en el siglo XVIII, lo más destacado es su retablo mayor, se compone de un cuerpo único dividido en tres calles, con una hornacina central y dos pisos de relieve. Llama la atención el uso de cariátides como elemento sustentorio. Hay otros tres retablos laterales del siglo XVIII.

Hay otras construcciones repartidas por todo el concejo como son: el complejo de palacio casona, cuadras y capilla del siglo XVI o XVIII, en Veneos, la capilla de Nuestra Señora de los Dolores de 1716, la capilla de Santiago del siglo XVIII en Bueres, la iglesia porticada de San Bartolomé del siglo XIX en Oslé, etc.
En este concejo hay una rica arquitectura popular como muestra de ello tenemos los hórreos, llegando a contabilizarse más de 52.

### Fiestas
- San Antonio, Caleao, enero

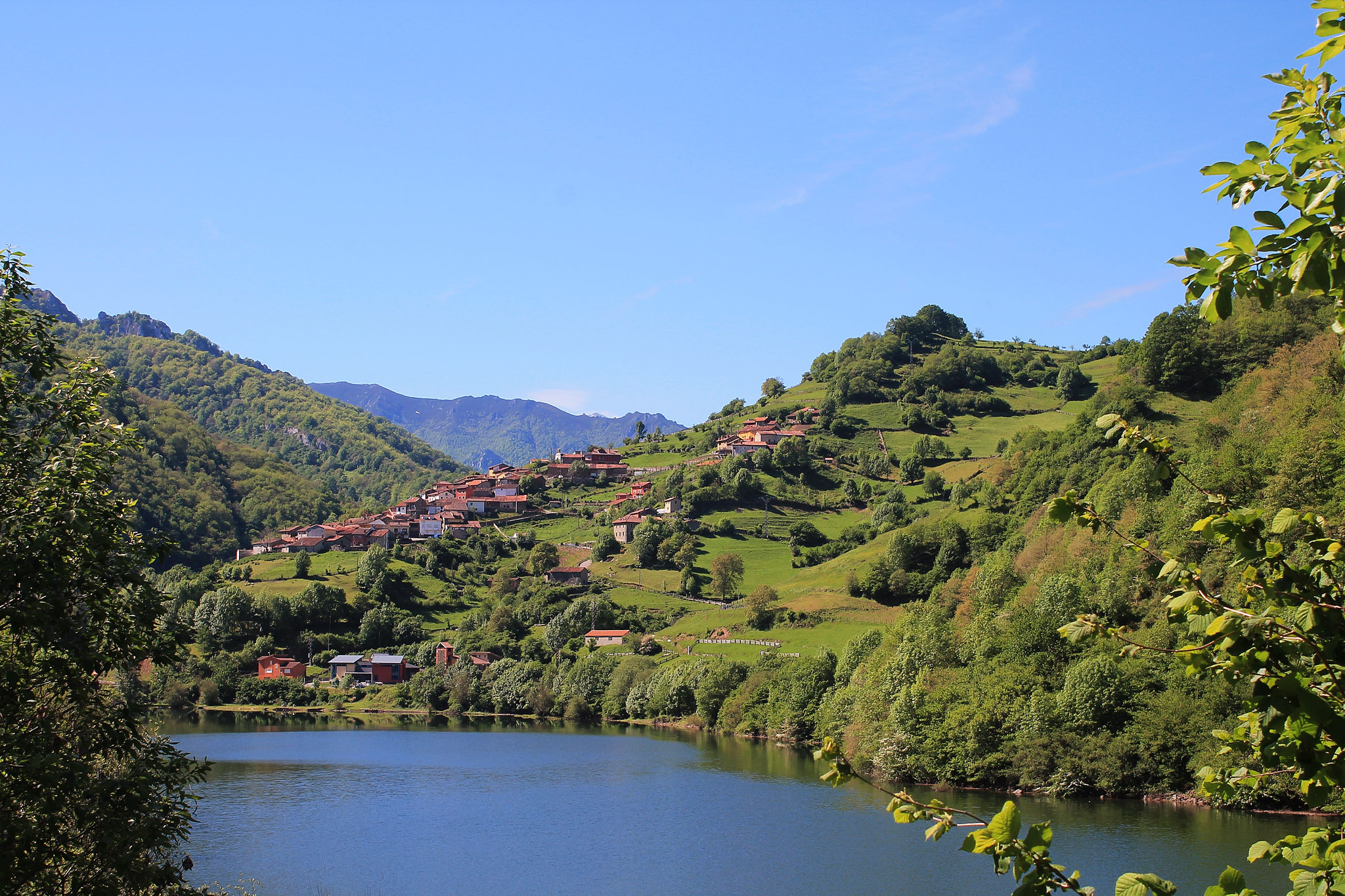
Coballes, Caso

- San José, Soto de Caso, 19 de marzo
- San Isidro, Veneros, 15 de mayo
- Santa Cruz, Caleao, mayo
- San Emeterio, Abantro, último fin de semana de mayo
- La Ascensión, Belerda, mayo
- San Antonio, Bezanes, 13 de junio
- San Antonio, Govezanes, 13 de junio
- San Antonio, Bueres, 13 de junio
- San Antonio, La Felguerina 13 junio
- San Juan, Campo de Caso, 24 de junio
- San Pedro, Coballes, 29 de junio
- San Pedro, La Foz, 29 de junio
- San Pedro, Tarna, 29 de junio
- La Magdalena, Pendones, 22 de julio
- La Magdalena, Tanes y Abantro, 22 de julio
- San Salvador, Bezanes, 6 de agosto
- San Bartolomé, Orlé, 24 de agosto
- Ricao, Caleao, 6, 7 y 8 de septiembre
- El Cristo, Tanes, 14 de septiembre
- El Ballarte, El Barru, último fin de semana de septiembre
- El Rosario, Coballes, 7 de octubre

El certamen del Queso Casín se celebraba tradicionalmente en la Collada de Arnicio el último fin de semana de agosto. Desde el año 2015 el certamen se celebra en Campo de Caso. La fiesta tiene consideración de Fiesta de Interés Turístico del Principado de Asturias.
Se destaca también el Concurso-exposición de ganado y la feria ganadera de los días 8 y 9 de octubre, junto con el resto de ferias ganaderas que se celebran en el concejo a lo largo del año.

### Gastronomía
El producto más conocido del concejo es el queso Casín, es uno de los más antiguamente documentados en Asturias, ya que hay documentos del siglo XIII que lo mencionan. De elaboración compleja y prolongada, se hace a partir de leche de vaca. Es un queso con un gran contenido graso, mínimo del 55 %, de gusto fuerte y picante. Presenta un color amarillo cremoso, con tonalidades blanquecinas y sin corteza.